# دائرة المحمدية
دائرة المحمدية هي إحدى دوائر ولاية معسكر الجزائرية ومقرها هي المحمدية.
تضم الدائرة 6 بلديات:
- المحمدية
- الغمري
- سيدي عبد المؤمن
- سجرارة
- مقطع دوز
- فراقيق